# فأر العشب المخطط البربري

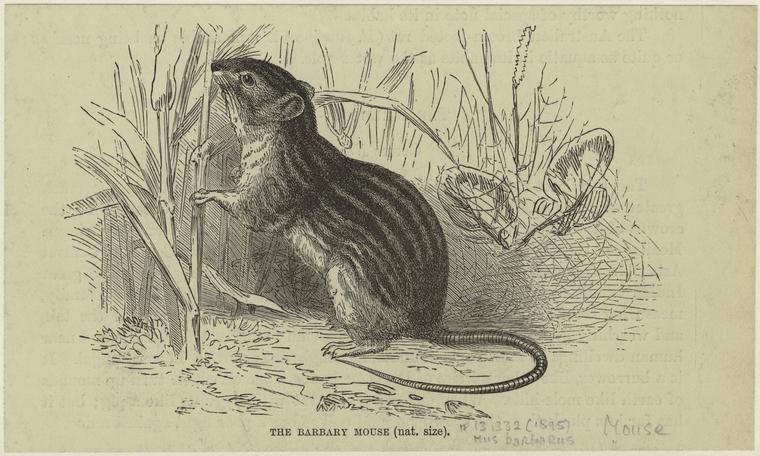
الفأر البربري، في رسم توضيحي عام 1895

فأر العشب المخطط البربري (الاسم العلمي: Lemniscomys barbarus) هو قارض صغير من الرتبة الفرعية فأريات الشكل. يستوطن هذا النوع موحد النمط بالمغرب والجزائر وتونس في شمال غرب إفريقيا. في الماضي كان يُعتقد أنه يتواجد أيضًا في جزء كبير من أفريقيا جنوب الصحراء، ولكن يتم التعامل مع هذه المجموعات الآن على أنها نوع منفصل.
توجد هذه القوارض النهارية الصغيرة بشكل عام في البيئات منخفضة النشاط البشري، ولكن يمكن العثور عليها أيضًا على حافة البساتين أو الحقول المزروعة.